# Jules Baetes
Jules Baetes (16 oktober 1861, Antwerpen - 3 oktober 1937, Antwerpen) was beeldhouwer, stoetenbouwer, ontwerper, afficheverzamelaar en medailleur.

## Biografie
Jules Baetes werd geboren op 16 oktober 1861 als zoon van François-Ignace Baetes. Hij was leerling aan het Koninklijke Academie voor Schone Kunsten van Antwerpen bij onder meer Thomas Vinçotte en Jozef Geefs. in 1889 werd hij de stichter-voorzitter van de Antwerpse kunstkring De Scalden, waar onder andere Lode Baekelmans ook lid van was. Daarnaast was hij ook lid van Kunst in het openbaar leven, de Rubenskring en erelid van de kring Kunst en Kennis.

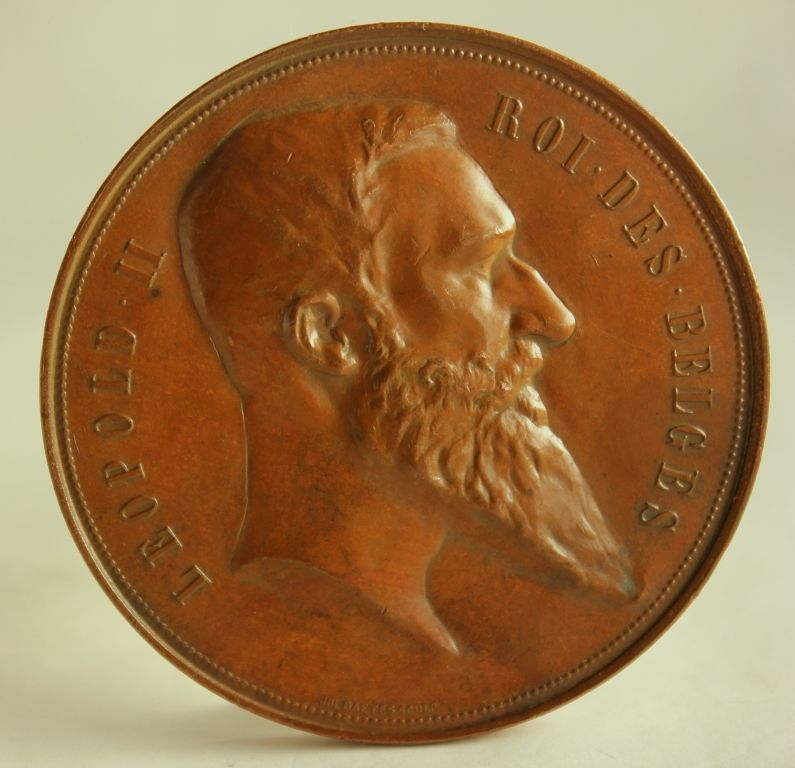
Leopold II op medaille voor de Wereldtentoonstelling in Antwerpen in 1894

Hij was een verzamelaar van affiches en werkte mee aan stoeten waaronder het Landjuweel in 1892 en Antwerpen in de geschiedenis in 1930. Daarnaast werkte hij ook mee aan de Wereldtentoonstelling van 1894 (Antwerpen) door medailles te maken en ontwerpen van figuren, monumenten en affiches.

## Kunstwerken
- Samen met Jan Kerckx, naar een ontwerp van Emiel Van Averbeke: Monument Belgisch-Congo.[2]